# Akalat à tête cendrée
Malacocincla cinereiceps
Espèce
Statut de conservation UICN

 LC  : Préoccupation mineure
L’Akalat à tête cendrée (Malacocincla cinereiceps) est une espèce de passereau de la famille des Pellorneidae.

## Répartition
Il est endémique des îles de voisines de Palawan et Balabac, dans les forêts pluviales de Palawan.